# Niphoparmena flavescens
Niphoparmena flavescens är en skalbaggsart som först beskrevs av Stefan von Breuning 1950.  Niphoparmena flavescens ingår i släktet Niphoparmena och familjen långhorningar. Inga underarter finns listade i Catalogue of Life.